# 秋葉佑
秋葉 佑（あきば ゆう、4月2日 - ）は、日本の男性声優。茨城県出身。アイムエンタープライズ所属。

## 略歴
日本工学院専門学校声優・演劇科、日本ナレーション演技研究所出身。
2021年6月21日にインターネットラジオステーション音泉で配信された松岡禎丞がパーソナリティをつとめるラジオ『松岡ハンバーグ』第74回にて同じ事務所の山根雅史と共に新アシスタントに起用される。

## 人物
趣味にはカラオケ・少林寺拳法・特撮・スニーカー集めをそれぞれ挙げている。特技には剣道を挙げている。

## 出演

### テレビアニメ
2018年
- 七星のスバル（冒険者）
- ゆらぎ荘の幽奈さん（少年）
- ハイスコアガール（男子生徒C）
- はたらく細胞（ナイーブT細胞5）
- とある魔術の禁書目録III（市民）
- やがて君になる（男子生徒）
- メルクストーリア -無気力少年と瓶の中の少女-（白鳥）

2019年
- 転生したらスライムだった件（冒険者たち）
- フルーツバスケット（TV番組）
- RobiHachi（宇宙入管管理局局員）
- ありふれた職業で世界最強（騎士B、兵士、オーク）
- 通常攻撃が全体攻撃で二回攻撃のお母さんは好きですか?（コボルト、イス青年E）
- 魔王様、リトライ!（貴族C）
- 星合の空（男子生徒）
- 放課後さいころ倶楽部
- Fate/Grand Order -絶対魔獣戦線バビロニア-（ウルク兵士）
- ぼくたちは勉強ができない!（男子B）

2020年
- ダーウィンズゲーム（エイスメンバーA）
- 継つぐもも（高山たかし）
- 白猫プロジェクト ZERO CHRONICLE（兵士B）
- 巨神と氷華の城（ショウイチ）
- 恋とプロデューサー〜EVOL×LOVE〜（社員）
- いわかける! - Sport Climbing Girls -（男性A）
- 禍つヴァールハイト -ZUERST-（ヘッドキーパーの組織員）
- ストライクウィッチーズ ROAD to BERLIN（兵士）

2021年
- 2.43 清陰高校男子バレー部（池田商業部員）
- イジらないで、長瀞さん（男性）
- うらみちお兄さん（おじさん）
- プラオレ!〜PRIDE OF ORANGE〜（男子生徒）

2022年
- 錆喰いビスコ（ウサギ面）
- 魔入りました!入間くん（生徒たち）
- BLEACH 千年血戦篇（死神）

2023年
- トモちゃんは女の子!（ナンパ男）
- 最強陰陽師の異世界転生記（野盗）
- わたしの幸せな結婚（対異特殊部隊隊員）
- ホリミヤ -piece-（店員）
- 無職転生 II 〜異世界行ったら本気だす〜（男子生徒A）
- ビックリメン（ビックリ運送の先輩）

2024年
- 戦国妖狐（開天の十聖）
- 花野井くんと恋の病（観客）
- ダンジョンの中のひと（探索者）
- なぜ僕の世界を誰も覚えていないのか?（ウルザ兵）
- 魔導具師ダリヤはうつむかない（討伐隊員B）
- Re:ゼロから始める異世界生活 3rd season（避難所の人々）
- 忍たま乱太郎（兵、町人、街道の人々）
- ぷにるはかわいいスライム（生徒）

2025年
- アオのハコ（部員）
- グリザイア:ファントムトリガー（テロリスト）
- 外れスキル《木の実マスター》 〜スキルの実（食べたら死ぬ）を無限に食べられるようになった件について〜（保安官、男）
- 沖縄で好きになった子が方言すぎてツラすぎる（親戚）
- トリリオンゲーム（同級生）
- ゴリラの神から加護された令嬢は王立騎士団で可愛がられる（受験生）

### 劇場アニメ
- ANEMONE/交響詩篇エウレカセブン ハイエボリューション（2018年）
- HELLO WORLD（2019年、男子生徒）
- 劇場版 ソードアート・オンライン -プログレッシブ- 星なき夜のアリア（2021年）

### Webアニメ
- みるタイツ（2019年、生徒）
- 愛姫MEGOHIME（2020年、社員）
- タコピーの原罪（2025年、作業員[8]）

### ゲーム
- 共闘ことばRPG コトダマン（2019年、イミナ羅シンハ、雨林暴風・テン供[20]、憂いの守り人・テン供[21]、名脇役・モブナック[22]）
- 天地の如く（2019年、張角[23]、司馬懿[24]）
- モンスターストライク（2020年 - 2024年、アロンズ・ロッド[25])
- ラストピリオド（2020年、シャトラール）
- 鬼滅の刃 ヒノカミ血風譚（2021年）
- デュエル・マスターズ プレイス（2021年、スペイ[26]）
- バトルスピリッツ コネクテッドバトラーズ（2022年、火和ミツグ[27][28]）
- 爆裂！スイーツランド - PANIC IN SWEETS LAND -（2023年、ウドー、イーグリー[29]）
- 神箱 - Mythology of Cube -（2024年、クラマ・シュバルツ）
- OVER REQUIEMZ（2025年、アクレイ[30]）
- 逆転オセロニア（2025年、アルド）

### ドラマCD
- 愛の本能に従え！（2020年、新入生[31]）

### 吹き替え
- 龍族 -The Blazing Dawn-（2024年、学生）
- マッドマックス:フュリオサ（2024年[32]）

### ラジオ
※はインターネット配信。
- みんなのドゲンジャーズRadio（2021年、超!A&G+※）[33]

### デジタルコミック
- 月の兎は飛ぶらしい（2022年、藤田宙太[34]）
- きみはマシェリ（2022年、瀬良、コンビニ店員（男））[35]
- 聖猫の癒やし係～役立たずと言われましたが、もふもふ聖猫を癒やす力に目覚めました～（2023年、キッカ）[36]
- サラマンドラの囚神（2023年、研究員）[37]
- 影ノ罪忍（2023年、黒縄）[38]

### YouTube
- 下野紘の「風雲ほぼはじ道場」（2021年 ｰ ） - パーソナリティー